# Archilim
Archilim - autorska nazwa kilimu zbudowanego na podstawie motywów architektonicznych, utworzona ze słów: architektura oraz kilim przez Tadeusza Sawę-Borysławskiego. Autor po raz pierwszy pokazał serię projektów swoich archilimów w 2005 roku w Muzeum Architektury we Wrocławiu. Seria Archilimy jest częścią poszukiwań artysty prowadzonych od 1987 roku, objętych wspólną nazwą Geometrie chaosu (inne serie to m.in. Wybuchy, N, FR, Praha, Widmo Wenecji, Fantom Florencji). Projekty oraz utkane na ich podstawie archilimy (wełna, len) prezentowane były na wielu wystawach (Muzeum Architektury - Wrocław, Galeria pARTer Kłodzko, Galeria OKNO - Słubice, Artoteka - Zielona Góra, Galeria Miejska BWA Tarnów, Foto-Medium-Art - Kraków i innych). Wszystkie archilimy utkane w latach 2005-2012 zaprezentowano w Ostrawie (Czechy) w ramach festiwalu Archikultura 2014 (katalog wystawy).
Tytuły archilimów tworzone są od nazwisk architektów - autorów budynków, których detale stały się motywami wykorzystywanymi do komponowania wzorów (np. Poelzig, Scharoun, Berg, Mendelsohn). W przeważającej części są to budynki wczesnego, wrocławskiego modernizmu. Przekształcane fotografią i techniką komputerową tworzą kompozycje o charakterze regionalnym

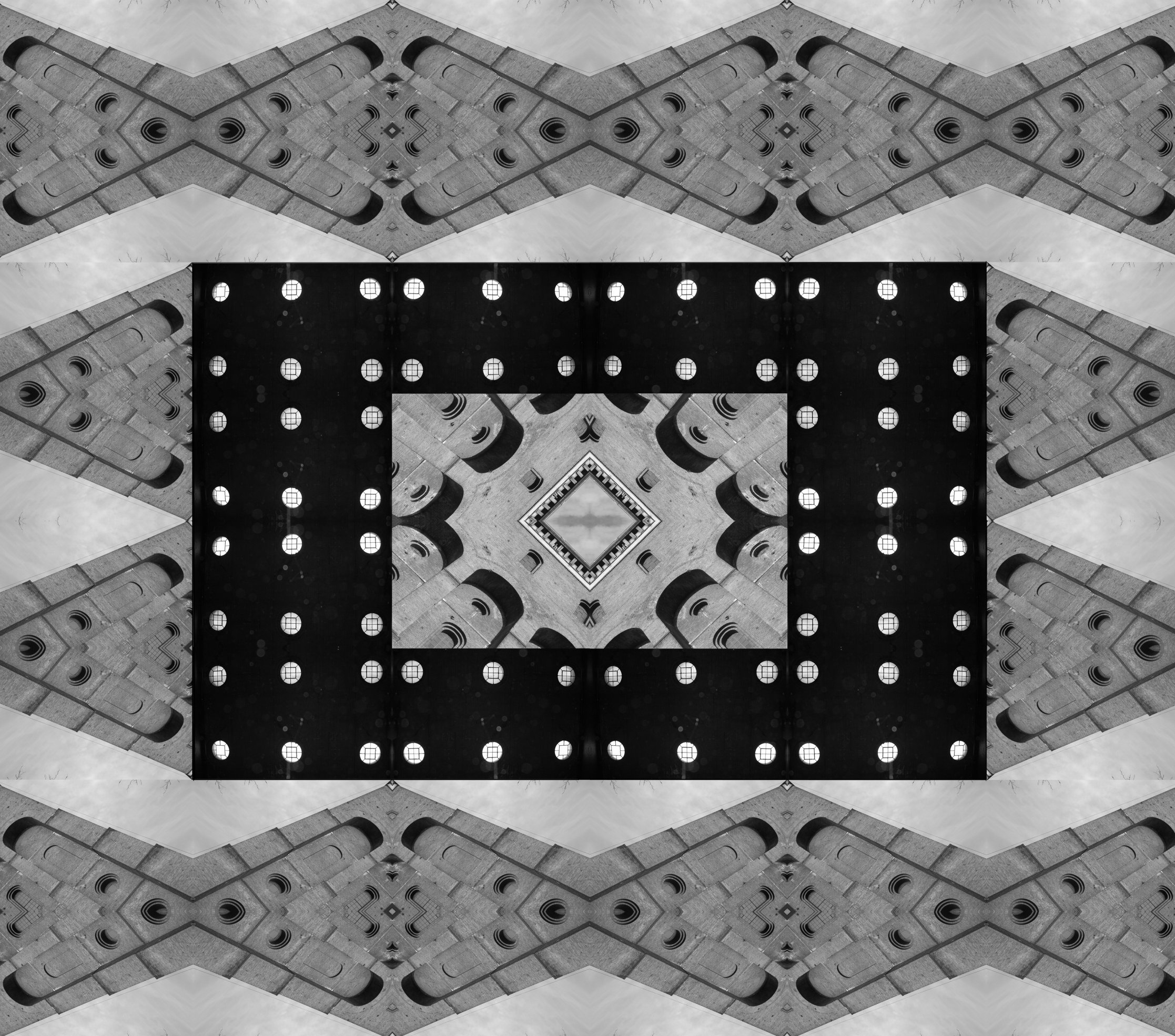
Projekt archilimu Zimmermann (2007), wzór utworzony ze sfotografowanych detali wrocławskiej wieży wodnej projektu Johna Moore’a i Carla Ch. Zimmermanna (1864-1871)

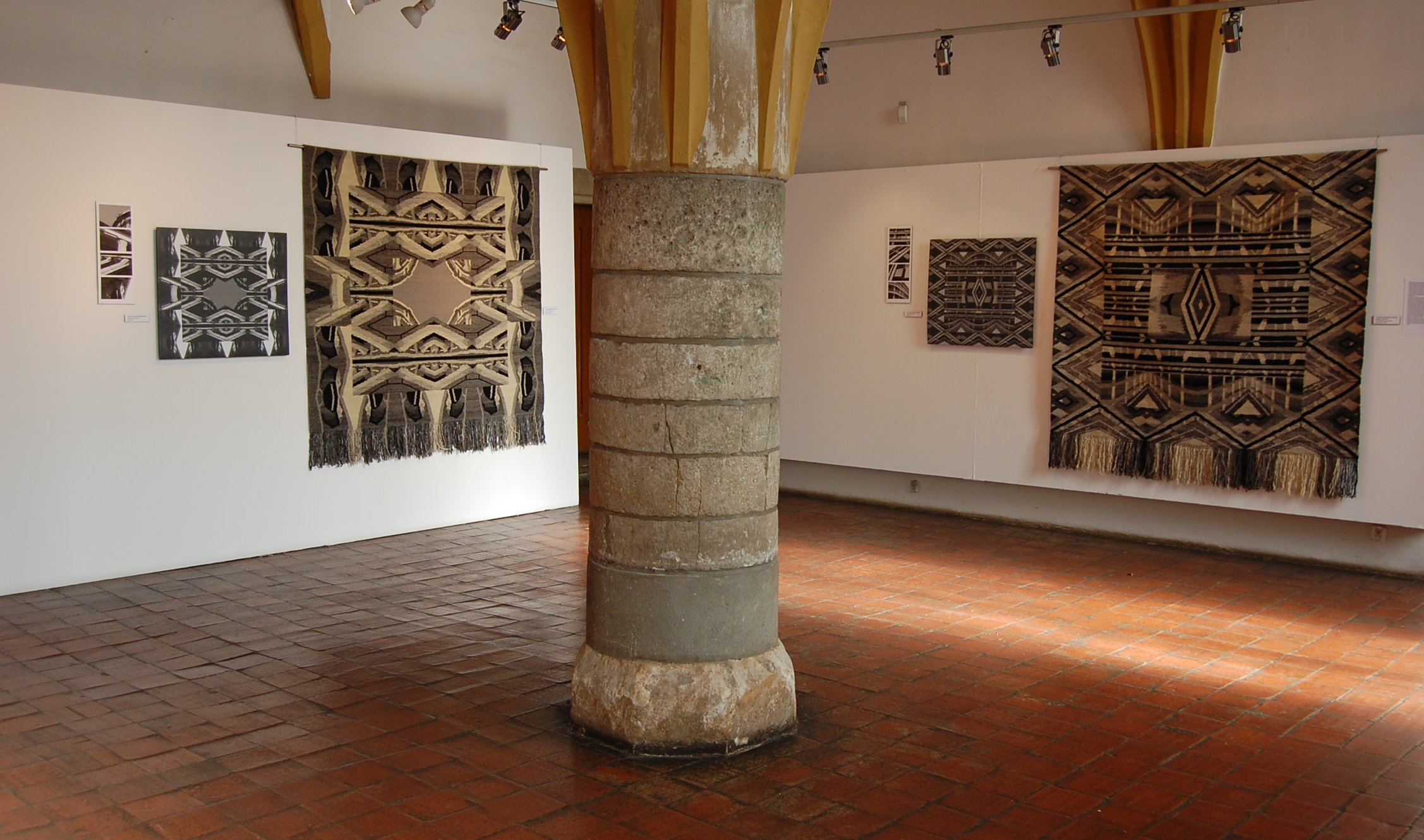
Pokaz archilimów: „Poelzig I, Poelzig II, Poelzig III” w Muzeum Architektury we Wrocławiu (2009) towarzyszący wystawie „Hans Poelzig, architekt - nauczyciel - artysta”